# Peachland
Peachland és una població dels Estats Units a l'estat de Carolina del Nord. Segons el cens del 2000 tenia 554 habitants.

## Demografia
Segons el cens del 2000, Peachland tenia 554 habitants, 198 habitatges i 152 famílies. La densitat de població era de 216,1 habitants per km².
Dels 198 habitatges en un 33,3% hi vivien nens de menys de 18 anys, en un 51% hi vivien parelles casades, en un 19,7% dones solteres, i en un 23,2% no eren unitats familiars. En el 22,7% dels habitatges hi vivien persones soles l'11,1% de les quals corresponia a persones de 65 anys o més que vivien soles. El nombre mitjà de persones vivint en cada habitatge era de 2,8 i el nombre mitjà de persones que vivien en cada família era de 3,26.
Per edats la població es repartia de la següent manera: un 28,2% tenia menys de 18 anys, un 8,7% entre 18 i 24, un 27,6% entre 25 i 44, un 20,2% de 45 a 60 i un 15,3% 65 anys o més.
L'edat mediana era de 34 anys. Per cada 100 dones de 18 o més anys hi havia 93,2 homes.
La renda mediana per habitatge era de 28.250 $ i la renda mediana per família de 31.923 $. Els homes tenien una renda mediana de 29.773 $ mentre que les dones 21.346 $. La renda per capita de la població era de 12.607 $. Entorn del 20,7% de les famílies i el 26,5% de la població estaven per davall del llindar de pobresa.

## Poblacions més properes
El següent diagrama mostra les poblacions més properes.